# Rejon centralny (Nowosybirsk)
Rejon centralny w Nowosybirsku (ros. Центральный район) – jeden z rejonów rosyjskiego miasta Nowosybirsk. Najmniejsza dzielnica w mieście.

## Charakterystyka
Położony na prawym brzegu rzeki Ob i jak sama nazwa wskazuje znajduje się w centralnej części Nowosybirska. Zajmuje powierzchnię 6,4 kilometrów kwadratowych, co czyni go najmniejszym rejonem w mieście. Według danych z 2010 roku na jego obszarze zamieszkuje 74 286 osób, podczas gdy kilka lat wcześniej ich liczba wynosiła 73 100. Obszar ten jest ścisłym centrum miasta, a co za tym idzie grupuje większość historycznej zabudowy, urzędy administracyjne oraz placówki kulturalne. Historia rejonu jest w zasadzie historią pierwszych lat Nowonikołajewska, a następnie Nowosybirska, bo to stąd po budowie mostu przez rzekę Ob rozwijało się miasto. Rejon centralny został oficjalnie powołany do życia 19 lutego 1940 roku. Jego obszar to zaledwie 1,3% całego miasta. Na jego obszarze znajduje się 48 ulic o łącznej długości 73,3 kilometrów. Swe siedziby ma tutaj 60 placówek edukacyjnych niższego i średniego szczebla, w tym 21 przedszkoli, do tego dochodzi 136 różnych obiektów sportowych, 20 punktów opieki zdrowotnej oraz 6 bibliotek. Głównym placem dzielnicy jest plac Lenina, przy którym mieści się Nowosybirski Teatr Opery i Baletu. Oprócz tego znajduje się tu także tzw. Dom Lenina mieszczący Nowosybirską Państwową Filharmonię, Pomnik Sygnalizacji Świetlnej, Stadion Spartak oraz kaplica św. Mikołaja Cudotwórcy.
Po rozpadzie Związku Radzieckiego dzielnica, będąc wizytówką miasta, stała się także miejscem lokalizacji centrów handlowych i zagranicznych sklepów, które znalazły swe siedziby przy reprezentacyjnych ulicach i placach centralnego rejonu. W 2009 roku działało tu prawie tysiąc małych i średnich przedsiębiorstw, w tym ponad dwieście świadczących usługi restauratorskie i kateringowe, co było szczególnie opłacalne z uwagi na atrakcje turystyczne mieszczące się na tym obszarze. Rozwijało się także budownictwo mieszkaniowe, w latach 2004–2009 oddano do użytku ponad 300 tysięcy metrów kwadratowych powierzchni mieszkalnej, a także prawie 700 miejsc parkingowych. Jest to najdroższa dzielnica miasta jeśli chodzi o ceny mieszkań i wysokość czynszów. Architektura rejonu jest mieszana, wiele budynków o znaczeniu historycznym pochodzi jeszcze z XIX wieku, a także z początków XX wieku. Natomiast budownictwo mieszkaniowe w dzielnicy powstało w czasach Nikity Chruszczowa. 

## Transport
Dzielnica znajduje się w strukturze nowosybirskich sieci tramwajowej oraz autobusowej. Na obszarze centralnego rejonu znajdują się także dwie stacje Nowosybirskiego Metra, należące do linii Leninskajej oraz dwie stacje linii Dzierżyńskajej
- Krasnyj Prospekt
- Plac Lenina
- Marszałka Pokryszkina
- Sibirskaja